# Parc Nacional de les Emas

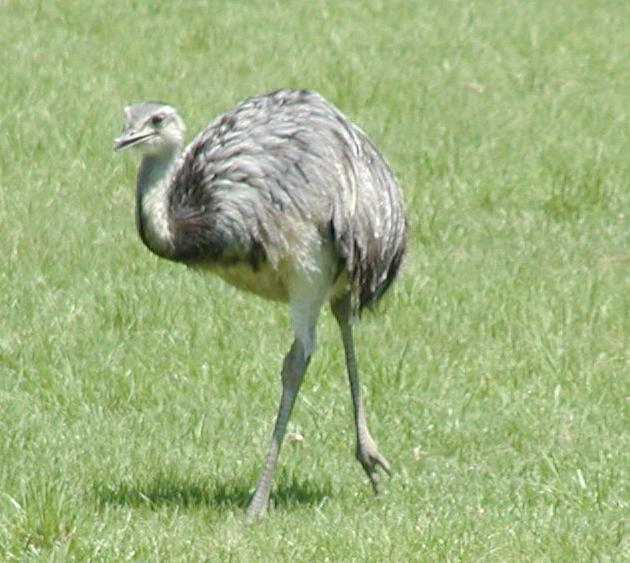
Ema

El Parc Nacional de les Emas (en portuguès Parque Nacional das Emas) es localitza al sud-oest de l'Estat de Goiás, al Brasil. Ema és el nom local amb què es coneix el petit estruç anomenat nyandú. El parc va ser creat pel llavors president de la República Juscelino Kubitschek mitjançant el Decret 49.874, d'11 de gener de 1961, posteriorment revisat pel Decret 70.375, del 6 d'abril de 1972. La seva superfície cobreix 132.000 hectàrees, distribuïts pels municipis de Mineiros, Chapadão do Céu, i part del de Costa Rica (Mato Grosso do Sul). El parc preserva els diversos naixements dels rius Jacuba i Formoso, afluents del riu Parnaíba, de la conca del Paranà. L'accés al parc pot fer-se per Serranópolis, per Chapadão do Céu, o per Mineiros. El parc disposa d'aeròdrom per a aeronaus petites. El temps de vol, des de Goiânia, és d'aproximadament dues hores. Forma part del la llista del Patrimoni de la Humanitat d'Amèrica al Brasil des del 2001.